# Верхній Вест-Сайд
Верхній Ве́ст-Са́йд (англ. Upper West Side) — район у Мангеттені, обмежений Центральним парком, річкою Гудзон, 59-ю та 110-ю вулицями. У Верхній Вест-Сайд нерідко включають квартал Морнінгсайд-Гайтс. Як і Верхній Іст-Сайд, Верхній Вест-Сайд є мікрорайоном елітної жилої забудови, жителі котрого зайняті у комерційній сфері в Мідтауні та Даунтауні. Верхній Вест-Сайд є батьківщиною для багатьох діячів культури та мистецтва.

## Географія
На півдні Верхній Вест-Сайд обмежений 58-ю вулицею, на сході — Центральним парком, на заході — річкою Гудзон. Північна ж його межа нечітка. Попри те, що за неї зазвичай заведено вважати 110-ту вулицю, обмежує також і Центральний парк, іноді за кордон Верхнього Вест-Сайду вважають і 125-ю вулицю, що обмежує район Морнінгсайд-Гайтс.
Район на північ від 96-ї вулиці й на схід від Бродвею має назву Мангеттен-Валлі. Із заходу на схід Верхній Вест-Сайд перетинають наступні авеню:
- Риверсайд-драйв (12-та авеню)
- Вест-Енд-авеню (11-та авеню)
- Бродвей
- Амстердам-авеню (10-та авеню)
- Коламбус-авеню (9-та авеню)
- Сентрал-Парк-Вест (8-ма авеню).

Центральною магістраллю району є Бродвей, який на півдні району йде під кутом, а вище 72-ї вулиці — паралельно з іншими авеню. У Верхньому Вест-Сайді Бродвей пролягає від площі Коламбус-Сьоркл на 59-й вулиці, перетинає Коламбус-авеню в Лінкольн-сквері на 65-їй вулиці, Амстердам-авеню в Верді-сквері на 72-й вулиці й переходить в Вест-Енд -авеню у Страус-Парку на 107-й вулиці.
У районі Морнінгсайд-Гайтс на захід від Гарлема розташовані Собор Іоанна Богослова, Колумбійський університет, Барнард-коледж, Педагогічний коледж Бенк-стріт, Національна рада церков Христа, Нью-Йоркська об'єднана теологічна семінарія, Мангеттенська школа музики, Мавзолей Гранта і Ріверсайдская церква.

## Історія

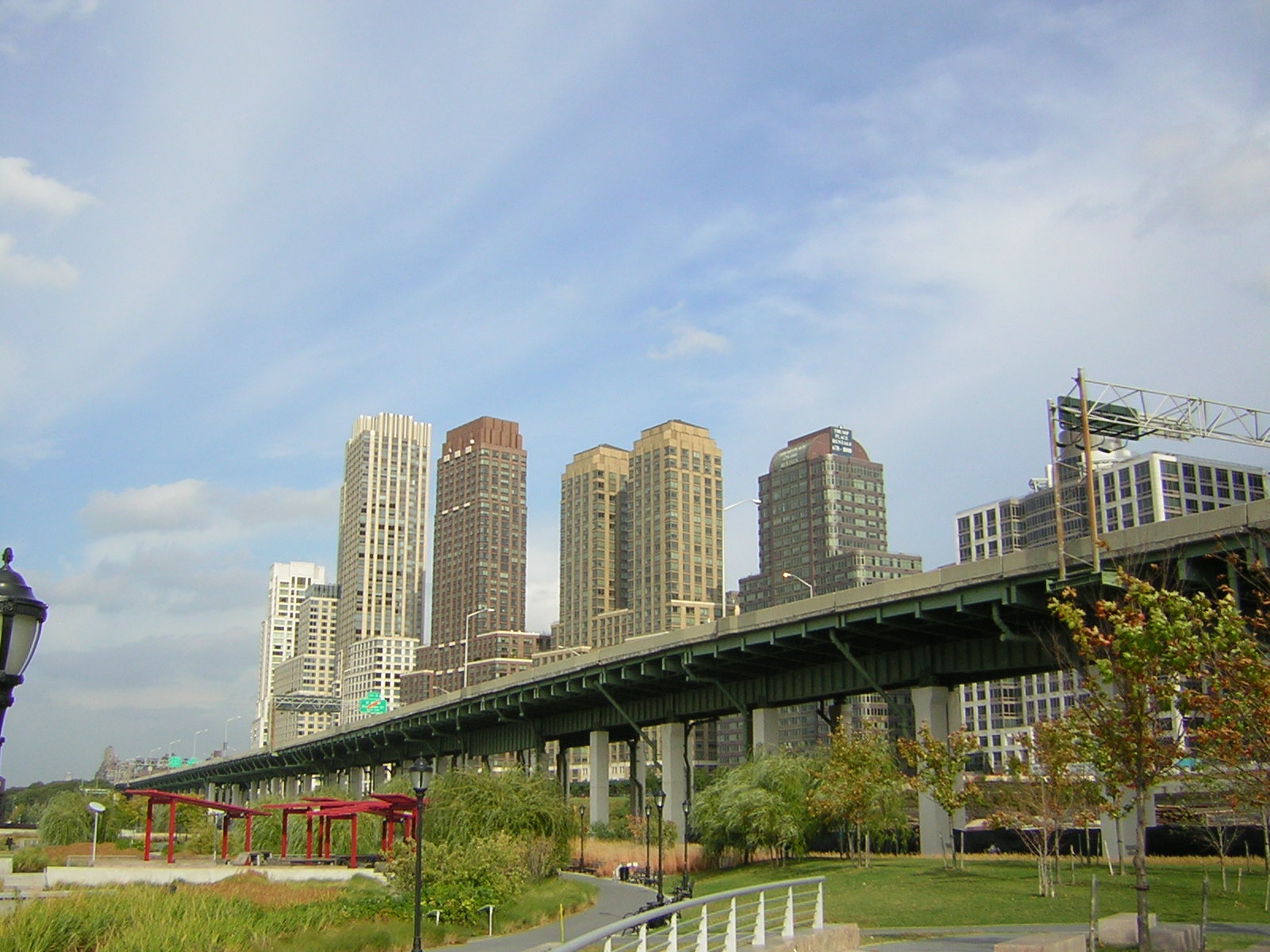
Ріверсайд-Саут та Вест-Сайд-Хайвей

До приходу європейців на території, де нині розташований Верхній Вест-Сайд, жили індіанці делавари. У XVIII столітті на цій території розташовувалися численні селянські господарства і заміські резиденції заможних городян, серед яких однією з найбільш відомих була Ферма Апторпа. У першій половині XIX століття в районі почали селитися представники нижчого класу.
У 1830-х роках уздовж прибережної смуги Верхнього Вест-Сайда була прокладена гілка Нью-Йоркської центральної залізниці, що з'єднала місто Нью-Йорк зі столицею штату Олбані. У 1850-х роках, зі створенням Центрального парку, жителі з низьким достатком, чиї будинки розташовувалися на його території, були змушені переселитися на Вест-Сайд. В районі виникло безліч гуртожитків, таверн і притулків для бідняків. Крім цього, на розвиток району негативно позначилася й біржова криза 1873 року. Переломними моментами в історії Верхнього Вест-Сайда стали прокладка в 1870-х роках надземної залізниці вздовж Коламбус-авеню (нині 9-та авеню) і переїзд в 1890-х роках Колумбійського університету в район Морнінгсайд-Хайтс. У 1904 році під районом була прокладена перша в місті лінія метрополітену, IRT Broadway - Seventh Avenue, з виходами на 59-й, 66-й, 72-й, 79-й, 86-й, 91-й, 96-й, 103-ї, 110-ї, 116-ї вулицях і на Мангеттен-стріт (нині 125-й вулиці). Відкриття метро викликало в районі будівельний бум.
У 1900-х роках на південь від 67-ї вулиці стали заселятися афроамериканці. До 1960-х років місця їх розселення перетворилися в нетрі, які послужили місцем зйомки культового фільму Вестсайдська історія. У 1962—1968 роках в рамках масштабної програми перебудови в цій частині Вест-Сайда був зведений Лінкольн-центр і житловий комплекс Лінкольн-Тауерс. Також на початку XX століття та в 1930-ті роки в районі поселилося безліч ашкеназів — вихідців із переживаючої хвилювання Європи. Нині вони представлені численною діаспорою. У 1950-х — 1960-х роках Верхній Вест-Сайд випробував приплив іммігрантів зі Східної Європи та Карибського басейну. Також в період між післявоєнними роками і до глобальної епідемії СНІДу на південь від 86-ї вулиці проживала значна кількість геїв. У 1970-х — 1980-х роках в порівняно дешевих будинках Верхнього Вест-Сайда масово селилися випускники коледжів.
У 1962 році на ділянці між 59-ю та 72-ю вулицями площею у 23 га було закладено будівництво великого житлового комплексу Ріверсайд-Саут, що тривало 40 років. Сукупна площа житлового фонду склала 170 000 м², офісного простору — 30 000 м², а загальна вартість будівництва — 3 млрд $.

## Населення

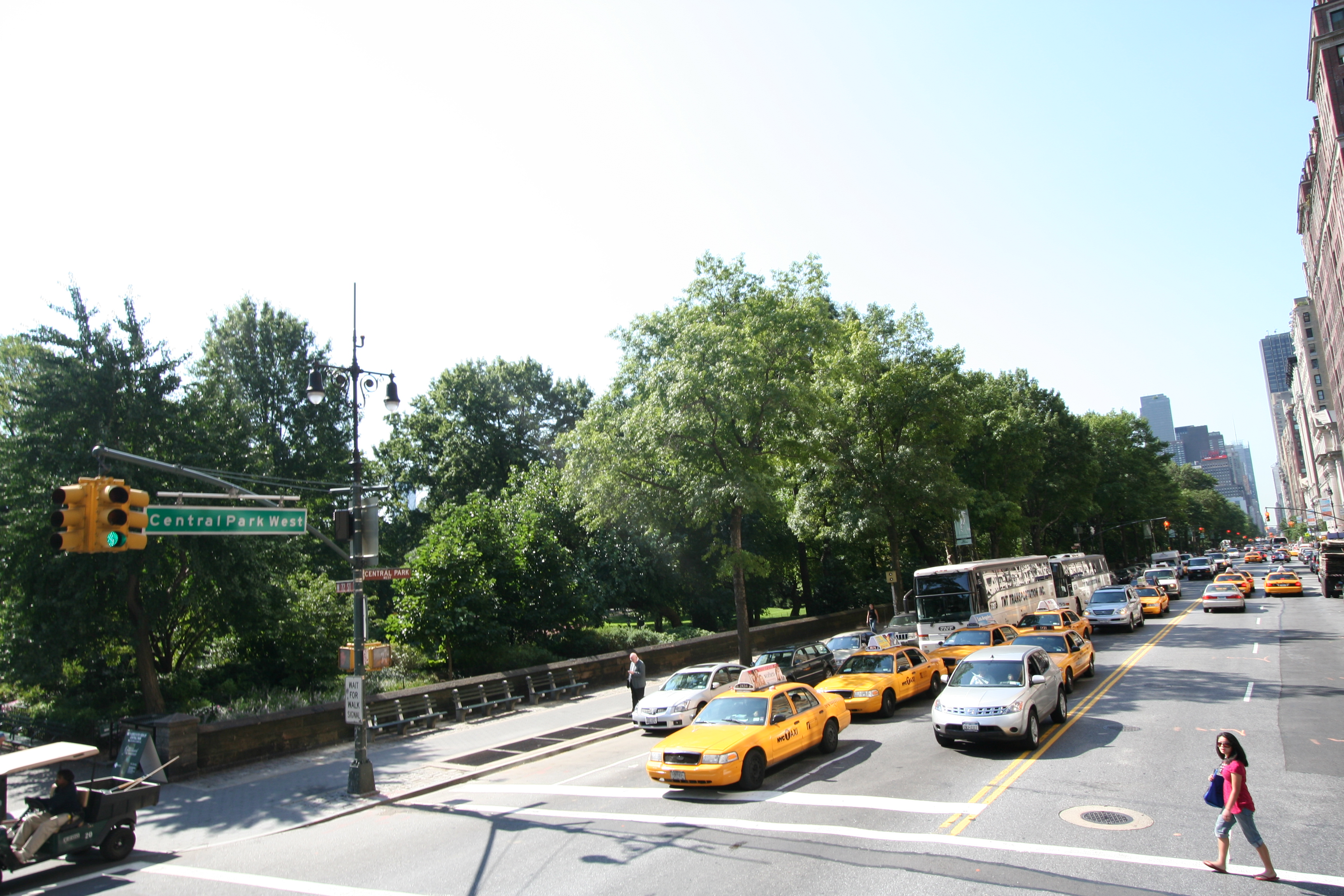
Вулиця Сентрал-Парк-Вест

Верхній Вест-Сайд є одним з найбільш густонаселених районів на Мангеттені. За даними на 2009 рік, чисельність населення становила 207 519 жителів. Середня щільність населення становила понад 32 000 чол. / км², перевищуючи середню щільність населення по Нью-Йорку більш ніж в 3 рази. У расовому співвідношенні основну частку становили білі. Середній дохід на домашнє господарство більш ніж в 1,5 раза перевищував середній показник по місту: $ 86 512.

## Громадський транспорт
Під Верхнім Вест-Сайдом пролягає дві лінії Нью-Йоркського метрополітену: IRT Broadway - Seventh Avenue Line вздовж Бродвею зі станціями на 59-й, 66-й, 72-й, 79-й, 86-й, 96-й, 103- й, 110-й, і 116-й вулицях, а також IND Eighth Avenue Line вздовж авеню Сентрал-Парк-Вест зі станціями на 59-й, 72-й, 81-й, 86-й, 96-й, 103- й і 110-й вулицях.
Район обслуговується автобусними маршрутами M5, M7, M10 і M104.